# Edward Guinness
 (avril 2021).
Si vous disposez d'ouvrages ou d'articles de référence ou si vous connaissez des sites web de qualité traitant du thème abordé ici, merci de compléter l'article en donnant les références utiles à sa vérifiabilité et en les liant à la section « Notes et références ».
Edward Cecil Guinness, né le 10 novembre 1847 à Clontarf et mort le 7 octobre 1927, 1er comte d'Iveagh, est un homme d'affaires et philanthrope irlandais.

## Biographie
Il est le troisième fils de Benjamin Guinness et le frère d'Arthur Guinness. Sa famille est alors propriétaire de la brasserie Guinness.
En 1885, il est créé 1er baronnet Iveagh (comté de Down), puis baron Iveaghen, dans la pairie du Royaume-Uni, en 1891. En 1905, il est fait vicomte Iveagh, puis vicomte Elvedon et comte d'Iveagh en 1919. À sa mort, ses titres passent à son fils aîné, Rupert Guinness (2e comte d'Iveagh).